# Ficus rubiginosa
Ficus rubiginosa, la higuera de Puerto Jackson, higuera de hojas chicas o higuera mohosa (rusty fig), es nativa del este de Australia y un baniano del género Ficus el cual comprende alrededor de 750 especies en climas cálidos y templados de todo el mundo, incluyendo el higo común (Ficus carica). 

## Descripción
Ficus rubiginosa forma un árbol de sombra densa extensa cuando maduro, y puede formar hasta 30 m de altura, sin embargo raramente exceden los 10 m en el área de Sídney. Se parece mucho a su pariente cercano Higuera de Bahía Moreton, la higuera de Puerto Jackson es generalmente más pequeña, con hojas y frutas más chicas. Sus hojas ovadas a elípticas miden 6-10 cm de largo en pecíolos de 1-4 cm. Con frecuencia desarrollándose en pares, los higos son amarillos y cuando maduran se ponen de color rojo, tienen en el extremo un pequeño pezón y están en un tallo de a 2-5 mm. Es polinizado por avispas de los higos de los géneros Pegoscapus o Pleistodontes.
Teniendo similares rangos en la naturaleza a veces se les confunde, las hojas más pequeñas, los tallos de los frutos más pequeños, y el color mohoso de las hojas de la higuera de Puerto Jackson son la característica más fácil de distinguir.
En climas húmedos y tropicales, las ramas inferiores de la higuera de Puerto Jackson pueden formar raíces aéreas las cuales alcanzan el suelo, formando sistemas de raíces secundarios.

## Distribución
Ficus rubiginosa crece desde el norte de Queensland hacia el sur a lo largo de la línea costera del este hasta las cercanías de Bega en la costa sur de Nueva Gales del Sur. Se le encuentra en los límites de los bosques lluviosos, barrancos y colinas rocosas.

## Hábitat
Como todas las higueras requiere de polinización de una avispa particular para poder producir semillas. Esto realmente ocurre con franca rapidez si los árboles son una atracción a común en bardas, grietas y edificios en áreas urbanas de ciudades tales como Sídney. Es bien conocida en parques y jardines públicos en villas y ciudades de la costa este, es también una planta muy valiosa la naturaleza y preservación del hábitat locales. Los viejos especímenes pueden lograr una talla considerable. Su agresivo sistema de raíces excluye su uso en muchos aspectos menos en los grandes jardines privados, sin embargo es muy popular y bastante conveniente para su uso en bonsái.

## Ecología

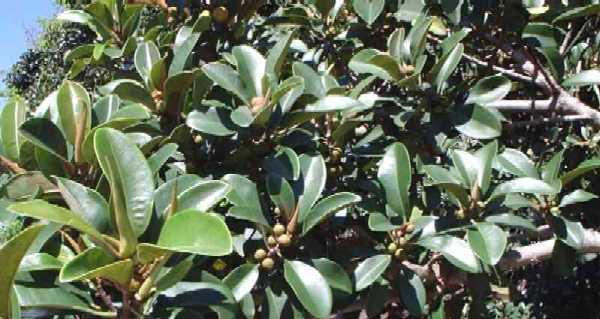
Hojas y frutos de la higuera de Puerto Jackson.

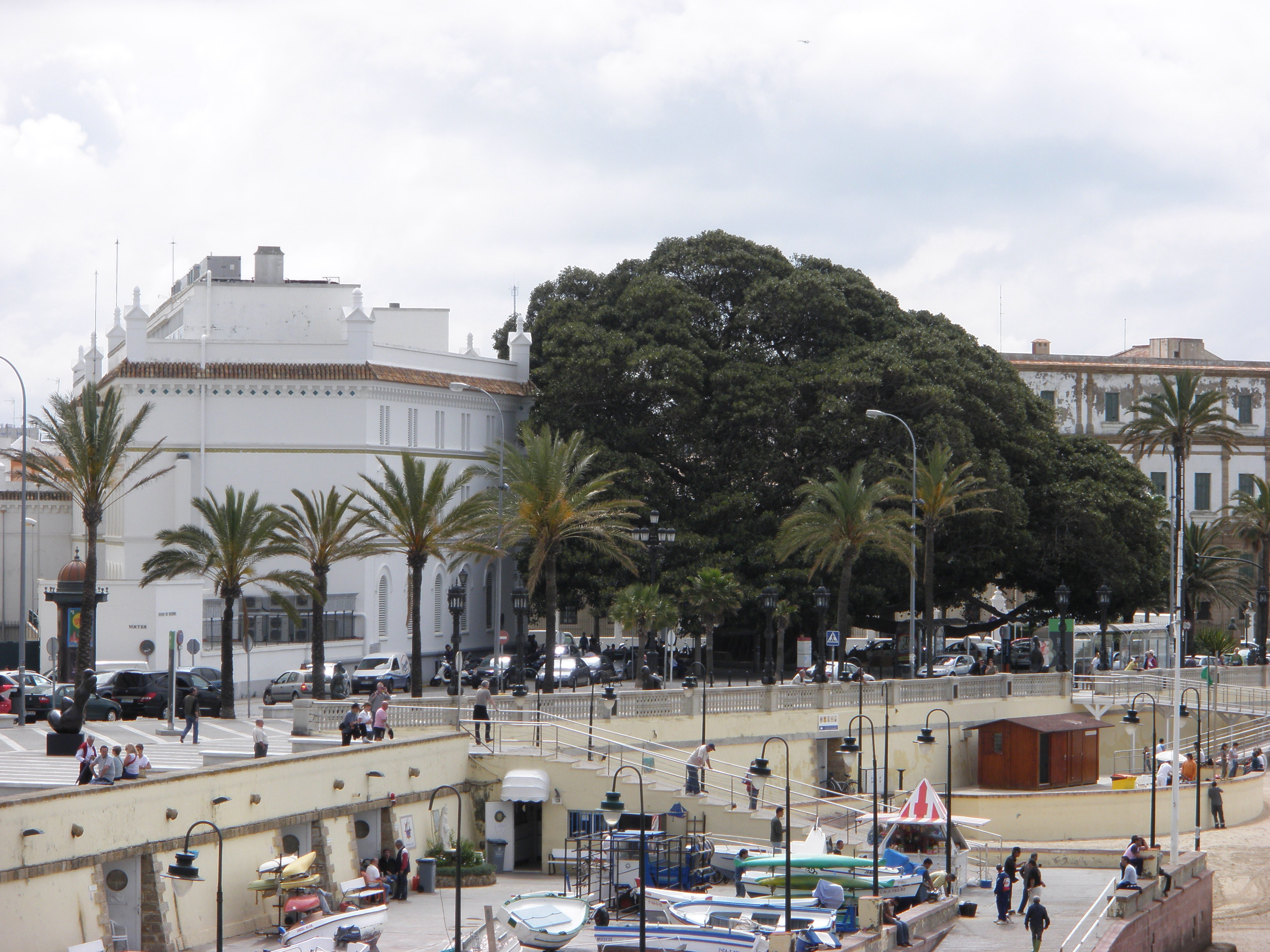
Ejemplar de ficus en Cádiz, España.

Es polinizada por una relación simbiótica con una especie de avispa de higo (Pleistodontes imperialis)  La hembra avispa fertilizada entra en el 'higo' (el siconio) a través de un minúsculo hoyo en la corona (el ostiolo).  Ella se arrastra por la inflorescencia  interior del higo, polinizando algunas de las flores femeninas.  Ella deposita sus huevos adentro de algunas de las flores y muere. Después de semanas de desarrollo en sus agallas, las avispas macho emergen antes que las hembras. Estos producen hoyos masticando las agallas que contienen a las hembras y las fertilizan por medio del hoyo que ellos justamente han producido. Los machos regresan más tarde a las hembras fertilizadas y alargan los hoyos de cópula para facilitar que las hembras salgan. Algunos machos entonces se comen parte del camino que ellos mismos hicieron a través de la pared del siconio, el cual permite a las hembras dispersarse después de colectar el polen de las ahora flores masculinas desarrolladas. Las hembras tienen ahora un corto lapso (< 48 horas) para encontrar un árbol con siconios receptivos para efectuar la reproducción exitosamente y dispersar el polen.

## Cultivo
Es comúnmente usado como un gran árbol ornamental en el este de Australia, partes de Nueva Zelanda, y también en Hawái y California en los  Estados Unidos, donde está listado como una especie invasora en algunas áreas. Es muy útil como árbol de sombra en parques públicos y campos de golf. A pesar del tamaño de las hojas, es popular en trabajos de bonsái ya que se puede olvidar por algún tiempo su mantenimiento y es difícil que se muera; las hojas se achican rápidamente al podarlas a principio de verano. Se ha descrito como el mejor árbol para que un principiante trabaje, y es una de las especies nativas más frecuentemente usadas en Australia. Una especie de hojas estrechas con sus orígenes en un lugar cerca del norte de Sídney también está en cultivo. En España hay varios especímenes de gran porte en Cádiz.
Ficus rubiginosa es también conveniente como una planta de interior en espacios de baja,  media o alta luminosidad, sin embargo una forma variegada requiere de una luz brillante.
Es muy fácil de propagar por estacas.

## Taxonomía
La higuera de Puerto Jackson fue descrita por primera vez por el botánico francés René Louiche Desfontaines. Su epíteto específico rubiginosa lo relacionó a su coloración mohosa. En realidad higuera mohosa (rusty fig) es un nombre alternativo. Los aborígenes australianos del área de Sídney la llamaban damun.
Ficus rubiginosa fue descrita por Desf. ex Vent. y publicado en Jardin de la Malmaison 2: pl. 114, en 1805.
Sinonimia
- Ficus australis Willd.
- Ficus baileyana Domin
- Ficus ferruginea Desf.
- Ficus ferruginea Miq.
- Ficus fulva Kunth & C.D.Bouché
- Ficus leichhardtii (Miq.) Miq.
- Ficus leichhardtii var. angustata Miq.
- Ficus macrophylla var. pubescens F.M.Bailey
- Ficus muelleri Miq.
- Ficus novae-walliae Dum.Cours.
- Ficus obliqua var. petiolaris (Benth.) Corner
- Ficus platypoda var. leichhardtii (Miq.) R.J.F.Hend.
- Ficus platypoda var. mollis Benth.
- Ficus platypoda var. petiolaris Benth.
- Ficus platypoda var. subacuminata Benth.
- Ficus shirleyana Domin
- Mastosuke rubiginosa Raf.
- Perula rubiginosa Raf.
- Urostigma ferrugineum Miq.
- Urostigma leichhardtii Miq.
- Urostigma muelleri Miq.
- Urostigma rubiginosum Gasp.[9]

## Véase también

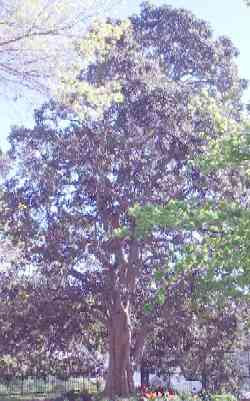
Higuera de Puerto Jackson.